# Schizocosa mimula
Schizocosa mimula là một loài nhện trong họ Lycosidae.
Loài này thuộc chi Schizocosa. Schizocosa mimula được Willis J. Gertsch miêu tả năm 1934.